# Бартанг
Бартанг (на таджикски: Бартанг — тясно корито; на руски: Бартанг) е река, протичаща по територията на Афганистан и Таджикистан (Горнобадахшанска автономна област), десен приток на Пяндж (лява съставяща на Амударя). Дължина 528 km. Площ на водосборния басейн 24 700 km².
Река Бартанг води началото си под името Оксу от южния склон на връх Караджилга (5679 m), издигащ се в източната част на Ваханския хребет (най-южната част на Памир), на афганистанска територия, на 5140 m н.в. В началото тече на североизток и след около 50 km навлиза на територията на Таджикистан. При село Къзълработ завива на север-северозапад и на протежение около 80 km протича по западното подножие на Сариколския хребет. В района на село Ур-Рават, южно от Пшартския хребет завива на запад и следва това генерално направление до устието си. След районният център село Мургаб вече под името Мургаб започва средното ѝ течение, като тече на запад между хребетите Музкол на север и Североаличурски на юг и на 73°10’ и.д. се влива в Сарезското езеро. След изтичането си от Сарезкото езеро започва долното течение на реката (133 km) вече под истинското си име Бартанг. В този участък реката тече в посока запад-югозапад между Язгулемския хребет на север и Рушанския хребет на юг. Влива се отдясно в река Пяндж (лява съставяща на Амударя), на 3 km югоизточно от районния център село Рушан, на 1984 m н.в.
В средното и долното си течение протича в много дълбока, на места каньоновидна долина. Основни притоци: леви – Сулуистик, Каттамарджанай и др.; десни – Бешк, Източен Пшарт, Западен Пшарт, Кудара (Кокуйбел, най-голям приток) и др. Има снежно и ледниково подхранване. Среден годишен отток в устието 128 m³/s. На няколко km преди устието ѝ е изградена Шудженската ВЕЦ.

## Топографска карта
- J-42-Б М 1:500000[2]
- J-42-Г М 1:500000[3]
- J-43-А М 1:500000[4]
- J-43-В М 1:500000[5]